# Arma automàtica

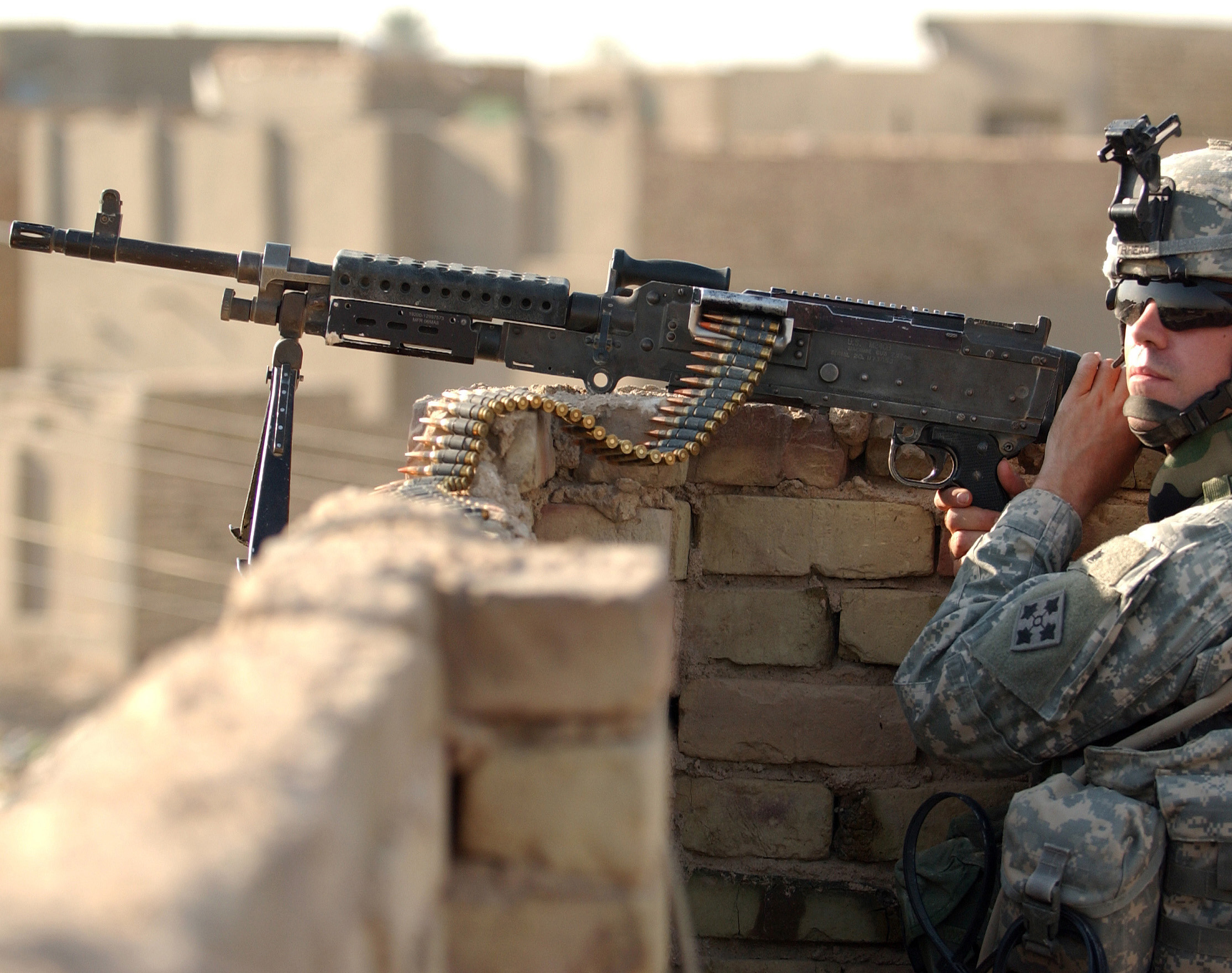
Soldat estatunidenc amb una metralladora M240, arma automàtica amb una alta cadència de tret.

Una arma automàtica és qualsevol tipus d'arma de foc capaç disparar una ràfega de trets contínua mentre es mantingui premut el gallet.

## Funcionament
Hi ha diversos mecanismes que permetin que l'arma ha de ser capaç d'introduir una nova bala a la recambra de forma automàtica. Això les diferencien de les armes semiautomàtiques que utilitzen els gasos provocats pel tret del projectil per introduir una nova bala a la recambra i amartellar l'arma per poder disparar un altre tret prement el gallet.

## Tipus
Les armes automàtiques es poden dividir en diverses tipologies:
- Fusell d'assalt: fusells de servei en la majoria d'exèrcits moderns, són capaços tant de foc automàtic com semiautomàtic.[2]
- Metralladora: gran grup d'armes de foc llargues s'utilitzen fonamentalment per foc automàtic. Utilitzen munició de fusells, acostumen a disparar-se des d'un suport o bípede.[2]
- Subfusell: arma automàtica lleugera que típicament empra munició de pistola.[2]
- Escopeta automàtica: escopeta capaç de disparar cartutxs de forma automàtica.[2]

## Usos
L'ús d'armes automàtiques acostuma a estar restringit a les forces armades i la policia a la majoria de països. Als estats on se'n permet l'ús per a civils aquest sol estar més regulat i limitat que altres tipus d'armes de foc no automàtiques.